# César Azpilicueta
César Azpilicueta Tanco (født 28. august 1989) er en spansk fodboldspiller, der spiller højreback for La Liga-klubben Atlético Madrid.

## Karriere
Efter at have spillet tre sæsoner i La Liga hos Osasuna, skiftede han til Marseille i Ligue 1 den 21. juni 2010, Han vandt fire titler med Olympique de Marseille.

### Chelsea F.C.
César Azpilicueta skiftede den 24. juni 2012 til Premier League-klubben Chelsea for en pris der rapporteres til at være på £7 millioner.
Azpilicueta fik sin debut for klubben den 25. september 2012, hvor han startede inde i 6-0-sejren på hjemmebane over Wolverhampton Wanderers i Football League Cup 2012-13. Han spillede sin første kamp i Premier League den efterfølgende uge, da han blev indskiftet i stedet for Branislav Ivanović i 4-1-sejren over Norwich City på Stamford Bridge.
César Azpilicueta eller Dave som han bliver kaldt i Chelsea, har i en årrække båret anførerbåndet. Han placeres ofte som centerback i stedet for hans tidligere position som højre back. Blandt Chelseafans er han elsket for hans aggressive spillestil og at han ikke giver op. Derudover går han forrest hvilket også ses i straffesparkskonkurrencerne som Chelsea en gang og imellem befinder sig i.

## International karriere
Azpilicueta repræsenterede Spanien i to U-21 Europamesterskaber i fodbold, hvoraf han vandt 2011-udgaven. Han blev udtaget til VM i fodbold 2014. Han startede inde på højre back i de to første kampe, mod Holland og Chile.

## Titler

### Klub
Marseille
- Trophée des Champions: 2010, 2011
- Coupe de la Ligue: 2010–11, 2011–12

Chelsea
- Champions League 2020-2021
- Premier League: 2014–15
- Football League Cup: 2014–15
- UEFA Europa League: 2012–13
- FIFA Club World Cup 2'er: 2012
- UEFA Super Cup 2'er: 2013

### Landshold
Spanien U19
- U-19 Europamesterskabet i fodbold: 2007

Spanien U21
- U-21 Europamesterskabet i fodbold: 2011

Spanien
- FIFA Confederations Cup: 2'er 2013